# Tannenberg (Magdeburg)

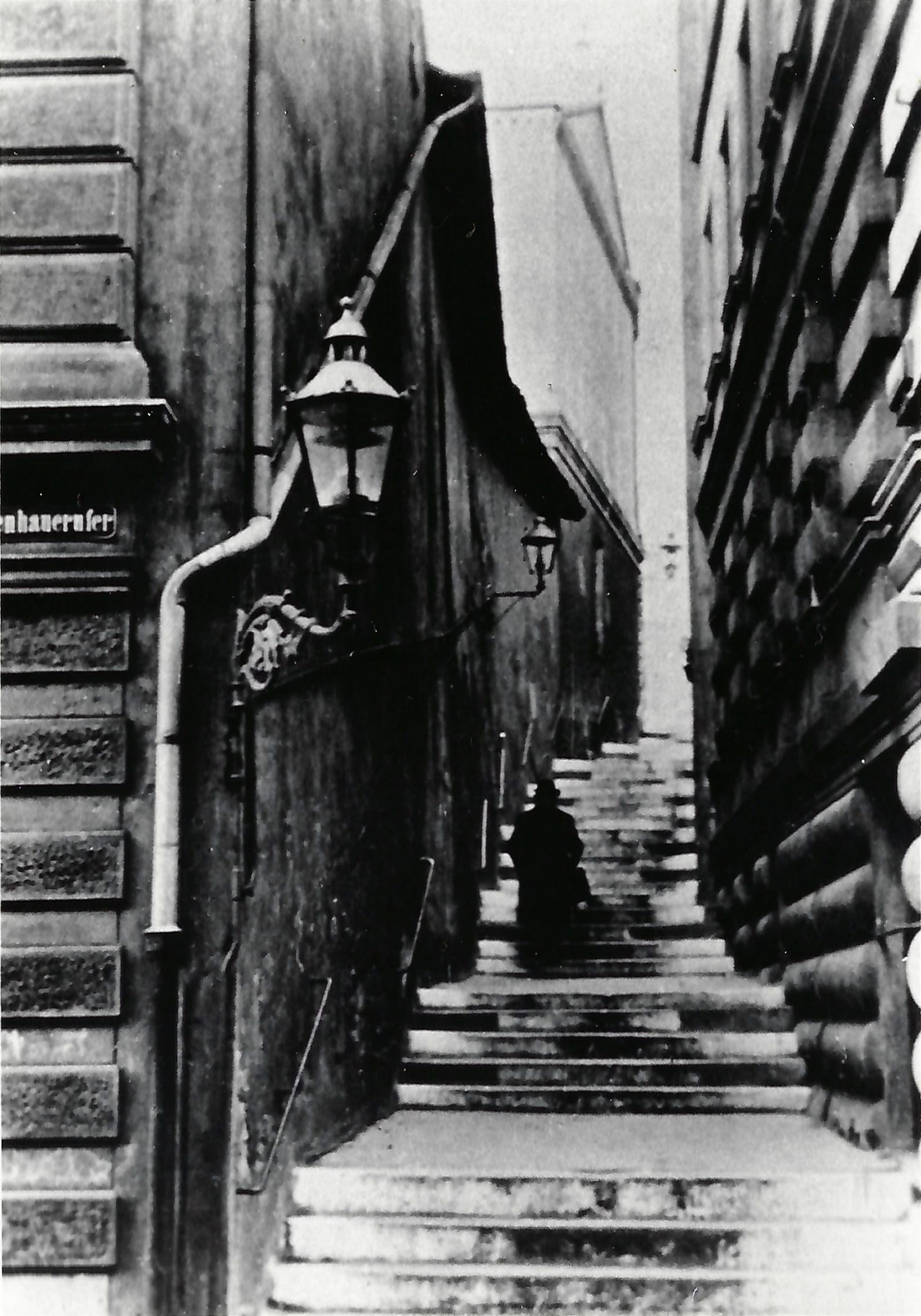
Tannenberg, Blick vom Knochenhauerufer, (links Haus Zur Unterburg, rechts Haus Zur Tanne), vor 1945

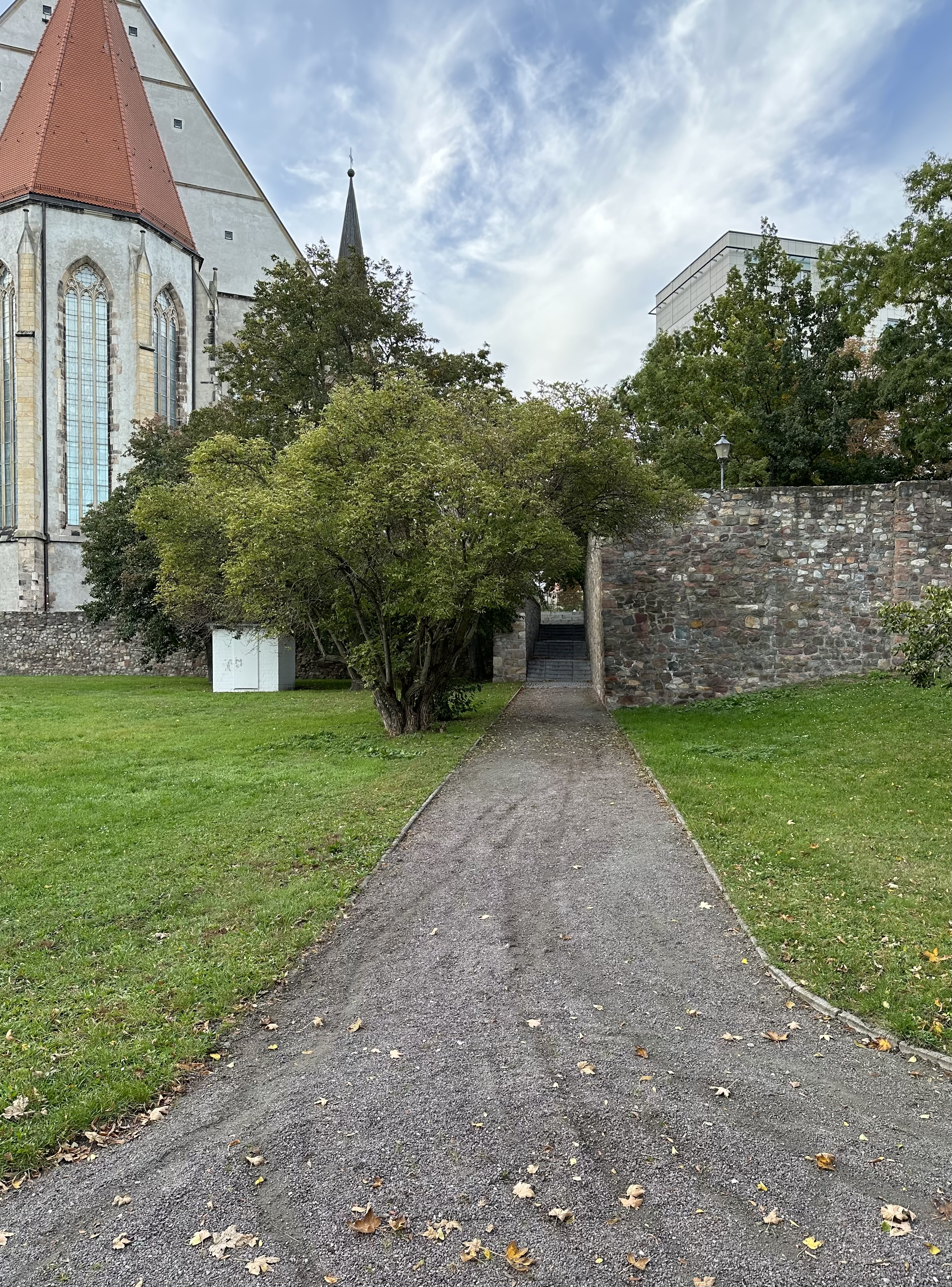
Tannenberg, 2023

Der Tannenberg war eine Straße in Magdeburg im heutigen Sachsen-Anhalt. Nach Zerstörungen im Zweiten Weltkrieg wurde die Straße aufgegeben. Sie besteht heute als unbenannte Wegebeziehung.

## Lage und Verlauf
Die sehr schmale Straße befand sich in der Magdeburger Altstadt. Sie begann im Osten am Knochenhauerufer und verlief bergauf nach Westen, bis sie an der Johanniskirche auf den Johanniskirchhof einmündete. Das südliche Eckhaus zum Knochenhauerufer, war das Haus Zur Unterburg (Knochenhauerufer 79), dessen Keller in Teilen erhalten ist.
An den Tannenberg grenzten zwar Hausgrundstücke, die jedoch jeweils den Hausnummern von Grundstücken an benachbarten Straßen zugeordnet waren.
Heute ist der Bereich des Tannenbergs in die Grünanlage entlang der Stephansbrücke und des Knochenhauerufers einbezogen. An gleicher Stelle verläuft eine Treppenanlage, die die beiden Wege miteinander verbindet.

## Geschichte
Der Name Tannenberg geht auf das Haus Knochenhauerufer 78, das Haus Zur Tanne zurück, das sich an der nordöstlichen Ecke der kleinen Gasse befand. Der Name des Gebäudes ist bereits seit dem Jahr 1454 überliefert. Die Gasse selbst wurde zumeist jedoch ohne einen Namen geführt. Der Name Tannenberg wurde erstmals 1718 erwähnt und setzte sich dann bis 1798 durch.
An der nordwestlichen Ecke befand sich ursprünglich die Stephanskapelle, später der Armenkirchhof. Bis ins 19. Jahrhundert bestanden dort drei Häuser, die zum Tannenberg gezählt wurden, jedoch zum Teil nicht direkt an der Gasse lagen. Die Häuser Nummer 1 und 2 lagen an der Ostseite des Armenkirchhofs, ihre Frontseite wies nach Westen. Nur die südliche Schmalseite des Hauses Nummer 1 grenzte an die Gasse Tannenberg. Die Nummer 3 lag noch weiter nördlich an der Nordseite des Armenkirchhofs, mit nach Süden ausgerichteter Front. Westlich grenzte das Haus an das Gebäude Stephansbrücke 1.
Während des Zweiten Weltkriegs wurde der Bereich stark zerstört. In der Zeit der DDR wurde die Straße nicht wieder aufgebaut, sondern der Bereich in die neu angelegte ausgedehnte Grünanlage einbezogen. Trotz fortbestehen der Wegebeziehung erfolgte keine Benennung mehr. Im Jahr 2009 gab es eine Initiative der Ratsfraktion Bündnis 90/Die Grünen zur Wiederbenennung mehrerer historischer Wegebeziehungen, darunter auch des Magdalenenbergs. Eine Beratung in der Arbeitsgruppe Straßennamen und Hausnummern und darauf aufbauend auch eine Stellungnahme der Stadtverwaltung Magdeburg fiel jedoch negativ aus. Der Antrag wurde daraufhin zurückgenommen.

## Historische Häuser des Tannenbergs
| Hausnummer   | Name | Bemerkungen | Gewerbliche Nutzung vor der Zerstörung | Bild |
| ------------ | ---- | --- | -------------------------------------- | ---- |
| 1 (fingiert) |      | Im Jahr 1631 gehörte das Haus Jakob Rüdinger. Er überlebte die Zerstörung Magdeburgs 1631 und wandte sich mit einem Schreiben vom 10. November 1936 an den Magdeburger Rat, da dieser einen Aufruf an ehemalige Magdeburger gerichtet hatte. Er teilte aus Braunschweig mit, dass ihm das Geld für eine Rückkehr in die Heimat fehle. Außerdem seien er und seine Frau krank und hätten sechs unerzogene Kinder. In den Jahren 1640 und 1656 gehörte das Haus dem Weißgerber Martin Kamm. 1663 verkaufte es der Weißgerber Abraham Strümpel für 160 Taler an den Schiffmüller Henning Bosy. Nach ihm gehörte es seiner Witwe. Im Jahr 1677 veräußerte es der Gewandschneider Engelhart Ballhorn für 110 Taler an den Tuchscherer Daniel Konrad. 1713 gehörte es der Witwe des Weißgerbers Johann Schmidt. Sie verkaufte 1718 für 100 Taler an die Frau des Schiffmüllers Ernst Steffens, geborene Schmidt. Sie blieb bis 1735 Eigentümerin. In den 1930er Jahren gehörte das Haus zu den Grundstücken Knochenhauerufer 77 und 78. |                                        |      |
| 2 (fingiert) |      | Die Stätte gehörte Kaspar Henning, der sie durch Heirat mit Klara Parsch erhalten hatte. Er verkaufte sie 1647 an Albrecht Jakob. 1680 und 1683 wurde seine Witwe als Eigentümerin geführt. 1718 verkaufte die Witwe des Weißgerbers Johann Schmidt das Haus für 600 Taler an den Weißgerber Peter Schmidt. |                                        |      |
| 3 (fingiert) |      | 1640 gehörte das Haus der Witwe von Mathias Müller. Im Jahr 1684 wurde die Witwe von Christian Müller senior als Eigentümerin geführt. 1717 vererbte es Christian Müller junior an seine Witwe für 200 Taler. Es diente wohl als Hinterhaus des Grundstücks Knochenhauerufer 77. |                                        |      |